# Ifeanyi Emmanuel Ojeli
Ifeanyi Emmanuel Ojeli (né le 10 octobre 1998) est un athlète nigérian, spécialiste des épreuves de sprint.

## Biographie
Il est médaillé de bronze du relais 4 × 400 m et médaillé d'argent du relais 4 × 400 m mixte lors des championnats d'Afrique 2022.
En 2024, il remporte deux médailles lors des Jeux africains d'Accra au Ghana : le bronze au titre du relais 4 × 400 m et l'or au titre du relais 4 × 400 m mixte en compagnie de Patience Okon George, Sikiru Adeyemi et Omolara Omotoso.
Il obtient la médaille d'argent du relais 4 × 400 mètres mixte lors des Championnats d'Afrique d'athlétisme 2024 à Douala.

## Palmarès
| Date | Compétition            | Lieu         | Résultat | Épreuve         | Marque               |
| ---- | ---------------------- | ------------ | -------- | --------------- | -------------------- |
| 2019 | Jeux africains         | Rabat        | 6e       | 400 m           | 46 s 05              |
| 2022 | Championnats d'Afrique | Saint-Pierre | 3e       | 4 × 400 m       | 3 min 7 s 05         |
| 2022 | Championnats d'Afrique | Saint-Pierre | 2e       | 4 × 400 m mixte | 3 min 22 s 38        |
| 2022 | Jeux du Commonwealth   | Rabat        | 7e       | 4 × 400 m       | 3 min 6 s 06         |
| 2024 | Jeux africains         | Accra        | 3e       | 4 × 400 m       | 3 min 1 s 84         |
| 2024 | Jeux africains         | Accra        | 1er      | 4 × 400 m mixte | 3 min 13 s 26        |
| 2024 | Championnats d'Afrique | Douala       | 2e       | 4 × 400 m mixte | 3 min 13 s 72        |
| 2024 | Championnats d'Afrique | Douala       | 2e       | 4 × 100 m       | Participe aux séries |

## Records
| Épreuve | Marque  | Lieu   | Date             |
| ------- | ------- | ------ | ---------------- |
| 400 m   | 45 s 63 | Nembro | 1er juillet 2023 |